# Giáo trưởng
Giáo trưởng là một danh hiệu hoặc cấp bậc đặt cho một số tổng giám mục trong các giáo hội Kitô giáo. Tùy thuộc vào truyền thống mỗi giáo hội mà danh xưng này có thể biểu thị sự ưu tiên về quyền hạn (giáo quyền) hoặc ưu tiên về nghi lễ (danh dự), hoặc kết hợp cả hai.
Trong tiếng Việt hiện đại, chữ "giáo trưởng" có thể hiểu là người lãnh đạo cao cấp nhất của một tôn giáo, không nhất thiết phải là Kitô giáo. Ở một số quốc gia, chức giáo trưởng có thể là người lãnh đạo tôn giáo nào chiếm đa số trong dân chúng, hoặc người lãnh đạo quốc giáo.

## Phân biệt
Cần phân biệt "giáo trưởng" với "giáo chủ". Giáo chủ là người sáng lập ra một tôn giáo (hoặc một môn phái mang tính chất tín ngưỡng), người này có thể cũng là giáo trưởng khi đang sống. Chức giáo trưởng được kế thừa từ giáo chủ (được giáo chủ bổ nhiệm hay tấn phong) hoặc từ việc tín đồ hay hàng giáo phẩm bầu cử lên mà có.
Một từ ngữ khác dễ gây nhầm lẫn là "quốc sư". Quốc sư là thầy dạy của thái tử trong hệ thống phong kiến các nước Đông Á. Người này có thể là một chức sắc tôn giáo hoặc là một nhà trí thức. Quốc sư cũng có thể dùng để gọi mưu sĩ của vua chúa, khi được sắc phong chính thức thì gọi là quân sư.